# Сусеи
Сусеи — опустевшее село в Ульяновском районе Калужской области России. Входит в состав сельского поселения «Село Дудоровский».

## География
По окраине села протекает р. Болото.
Уличная сеть
- Озерная улица
- Школьная улица
- Шоссейная улица

## Население
| 1859 | 1880 | 1897 | 1913 | 1939 | 2002 | 2010 |
| ---- | ---- | ---- | ---- | ---- | ---- | ---- |
| 465  | ↗498 | ↗606 | ↗698 | ↘623 | ↘0   | →0   |

## История
В 1638 году в дозорной книге Козельского уезда с русской стороны Кцынской засеки в числе прочих населенных мест упомянута и деревня Сусей. Близость деревни к засечной черте дает право утверждать, что население предоставляло ополчение для защиты Козельской засечной черты.
Исторически являлось частью владения князей Гагариных, но за долги отошло дворянке Петрищевой. В дальнейшем земли села принадлежали А. Ю. Самарину, В. Г. Митину, М. Ф. Голдину, А. Н. Демидову.
В «Описаниях и алфавитах к Калужскому атласу» 1782 года упомянута как сельцо Сусей вместе с деревней Брусна, принадлежащих Ивану Никитичу Зотову и Николаю Дмитриевичу Пашкову. Сельцо располагалось по обе стороны от реки Жерновки и на левой стороне реки Сусенки, на которой стояла мучная мельница.
После реформы 1861 года Сусеи вошло в Холмищенскую волость Жиздринского уезда. В 1870-х годах был построен чугунно-плавильный завод. К 1917 году в селе были три кирпичных завода, три конопляные маслёнки, крупорушка, которые продолжили работать в период НЭПа. В 1910 году в Сусеях на средства прихожан была построена кирпичная Покровская церковь.
В 1930 году в селе образован колхоз «Прогресс», в следующие годы объединенный с другими колхозами. Имелась неполная средняя школа.